# Greilsberg
Greilsberg ist ein Kirchdorf der Gemeinde Bayerbach bei Ergoldsbach im niederbayerischen Landkreis Landshut.

## Geografische Lage
Greilsberg liegt etwa drei Kilometer nördlich des Kernortes Bayerbach an der Kreisstraße LA 28. Der den Ort durchfließende Bayerbacher Bach ist ein rechter Zufluss der Kleinen Laber.

## Geschichte
Ein erster, noch unsicherer Hinweis auf den Ort Greilsberg befindet sich in einer Urkunde von 1307, die die Schenkung eines Hofes an das Kloster Mallersdorf durch einen „Gewolf der Greul von Berg“ zum Inhalt hat. Es wird angenommen, dass der Ortsname durch eine Zusammenziehung des Nachnamens des Geschlechtes der Greul mit dem Ort ihres Sitzes entstanden ist; sodass der Ort  zunächst „Berg“ hieß, später dann „Greulsberg“ und schließlich Greilsberg.
1347 tauchte der Name Greilsberg in einer weiteren Urkunde auf. Aus dieser geht hervor, dass das Geschlecht derer von Greul immer noch Herrschaftsrechte im Ort hatte. 1443 ist ein Richter im Dorf bezeugt; damit war Greilsberg in diesem Jahr bereits eine Hofmark.
In den folgenden Jahrhunderten wechselte die Hofmark Greilsberg mehrmals den Besitzer. In den Güterkonskriptionen von 1752 ist Greilsberg als offene Hofmark mit einem Freiherrn von Lerchenfeld als Inhaber verzeichnet. Im Dorf selbst befanden sich 28 Anwesen; von diesen waren 23 der Hofmarksherrschaft unterstellt, drei dem Kloster Mallersdorf und zwei der Kirche St. Nikolaus zu Greilsberg.
Aufgrund der Gemeindeedikte von 1808 bzw. 1818 entstand die Landgemeinde Greilsberg.

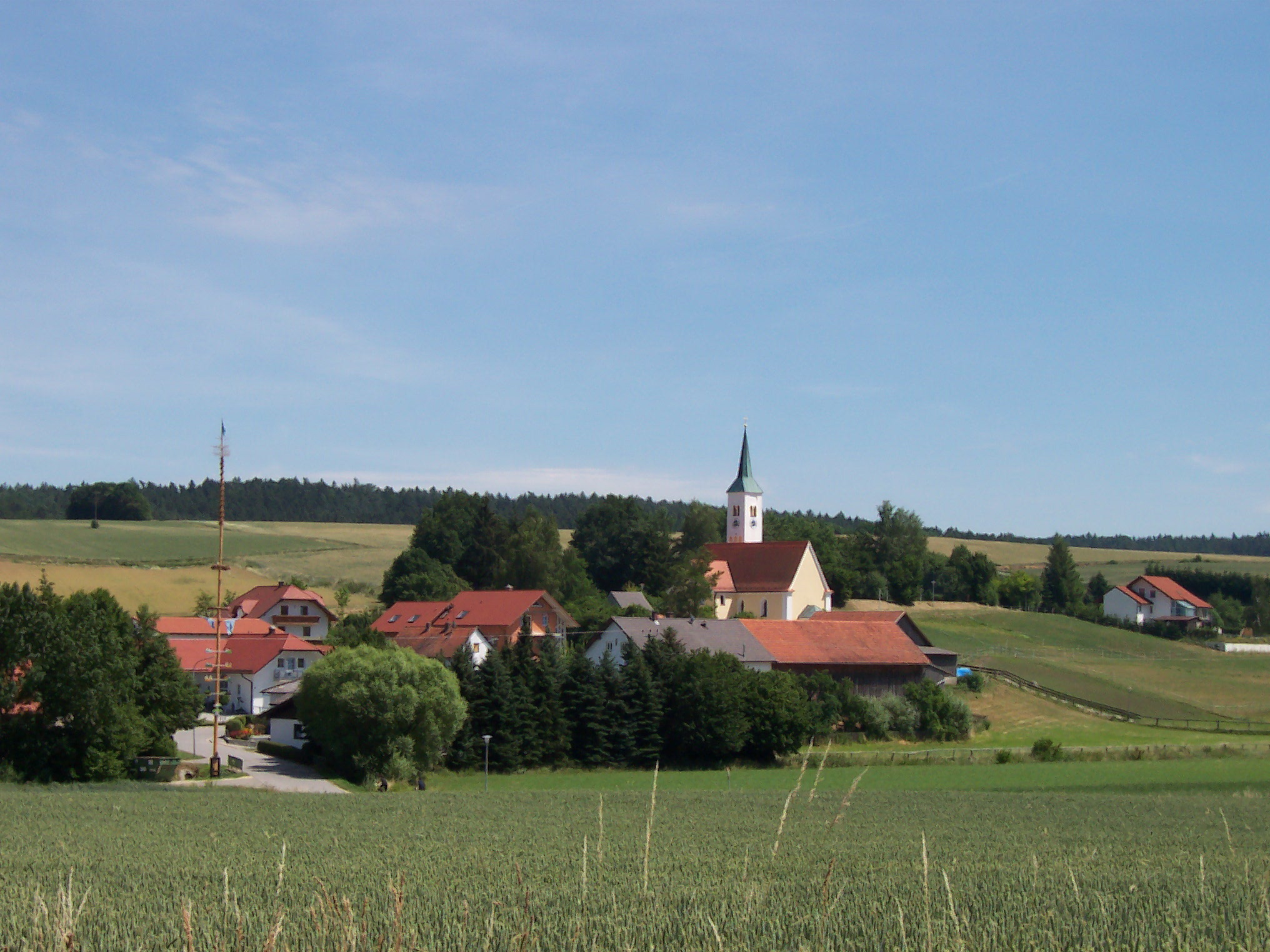
Ortsansicht mit Kirche St. Nikolaus

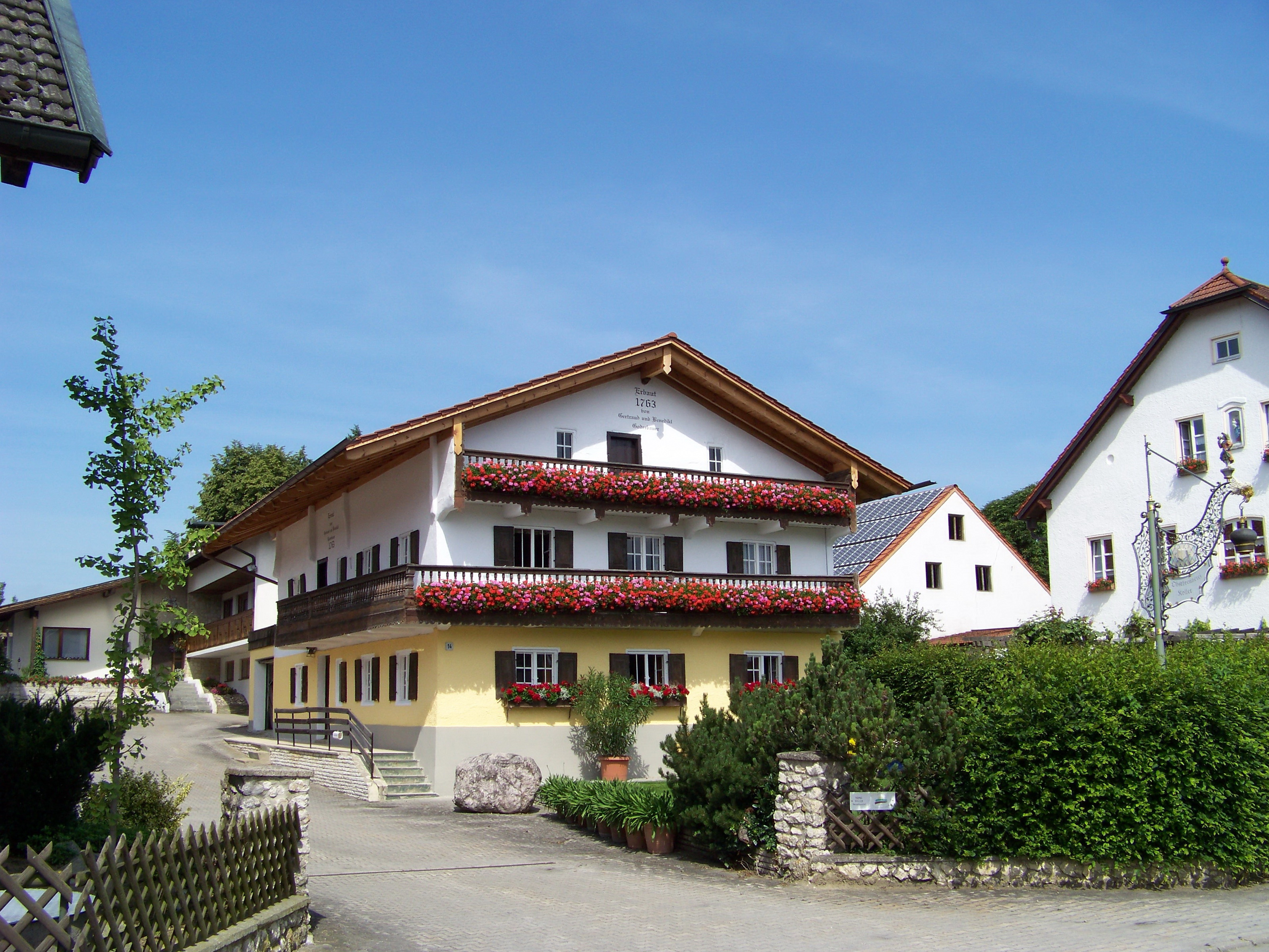
Denkmalgeschütztes Haus eines Vierseithofes

Im ersten amtlichen Ortsverzeichnis des Königreichs Bayern von 1877 ist die Gemeinde Greilsberg mit 262 Einwohnern aufgeführt. Von diesen lebten 243 im Dorf Greilsberg. Zur Gemeinde gehörten damals noch die Einödhöfe Böglkreut und Bruckhof. Verwaltungstechnisch gehörte die Gemeinde zum Bezirksamt Mallersdorf.
Greilsberg bestand als selbstständige Gemeinde bis 1972. In diesem Jahr erfolgte die Eingemeindung nach Bayerbach. Bruckhof kam zur damaligen Gemeinde Hofkirchen. Böglkreut war bereits 1949 nach Bayerbach umgemeindet worden.

## Baudenkmäler
Die Filialkirche St. Nikolaus ist eine Saalkirche, die im 15. Jahrhundert angelegt und im 17. und 19. Jahrhundert erweitert wurde. An Profanbauten ist das ehemalige Wohnstallhaus eines Vierseithofes erhalten. Das Gebäude wurde im Kern Ende des 17. Jahrhunderts errichtet.

## Vereine
- Freiwillige Feuerwehr Greilsberg
- Jagdgenossenschaft Greilsberg